# Falsche Welt, dir trau ich nicht, BWV 52

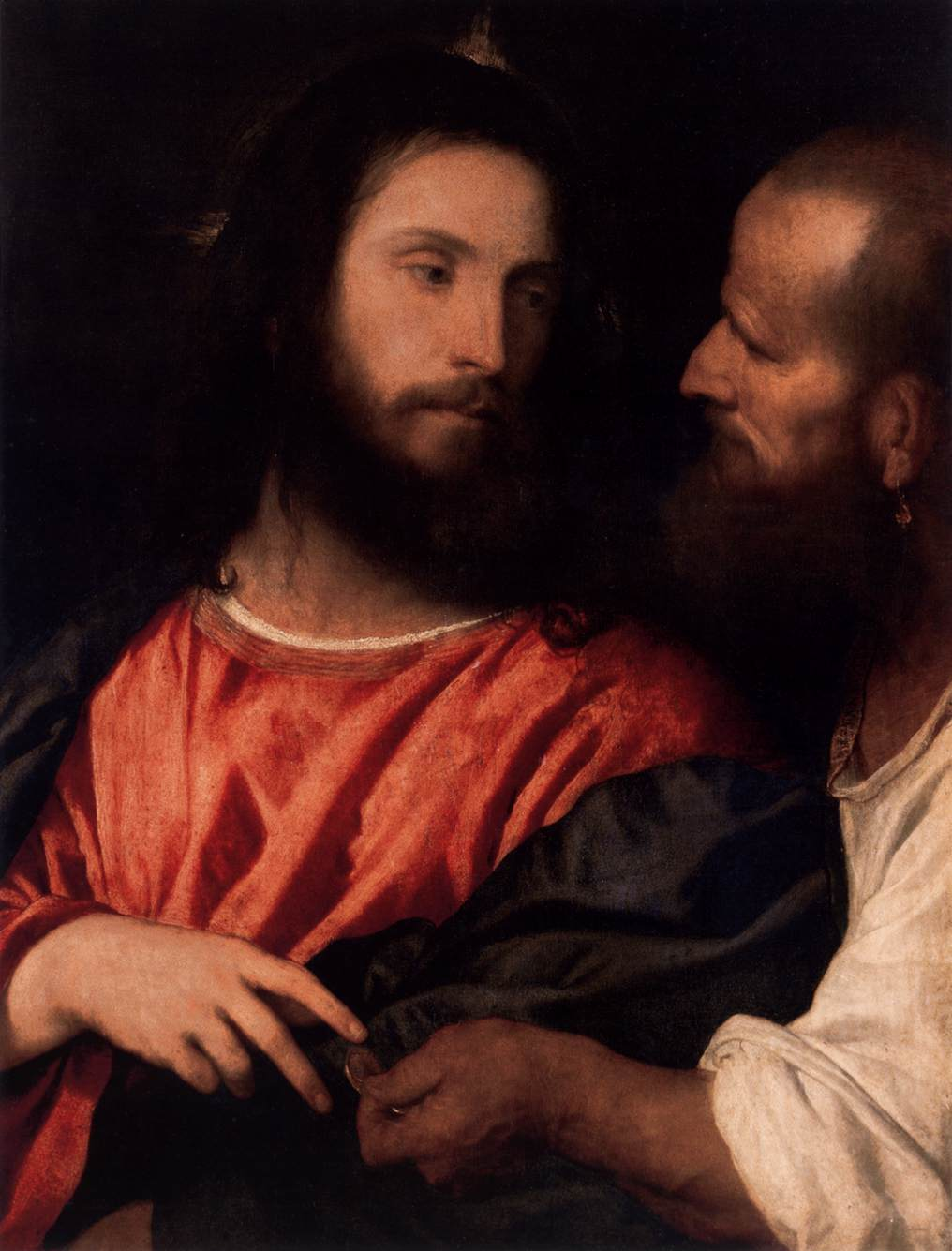
Tributo de la moneda de Tiziano.

Falsche Welt, dir trau ich nicht, BWV 52 (¡Falso mundo, no confío en ti!) es una cantata de iglesia escrita por Johann Sebastian Bach en Leipzig para el vigésimo tercer domingo después de la Trinidad y estrenada el 24 de noviembre de 1726.

## Historia
Bach compuso esta obra durante su tercer año como Thomaskantor en Leipzig para el vigésimo tercer domingo después de la Trinidad. Forma parte de su tercer ciclo anual de cantatas. La cantata fue interpretada por primera vez el 24 de noviembre de 1726.

## Análisis

### Texto
Las lecturas establecidas para ese día eran de la epístola a los filipenses, "nuestra conversación es en el cielo" (Filipenses 3:17-21), y del evangelio según San Mateo, la pregunta sobre los impuestos contestada con el famoso "Dad a César lo que es de César" sermón de la montaña (Mateo 22:15-22).
El poeta desconocido toma del evangelio la idea de que el mundo es falso y que el hombre debería concentrarse en Dios. Hace referencia al asesinato de Abner por Joab, descrito en 2 Samuel 3:27, como muestra de la falsedad del mundo. El coral final es el primer verso de "In dich hab ich gehoffet, Herr" escrito por Adam Reusner en 1533. La primera línea es la última idea del "Te Deum". Bach utilizó el cuarto verso del coral, "Mir hat die Welt trüglich gericht't", en su Pasión según San Mateo, BWV 244.

### Instrumentación
La obra está escrita para una sola voz solista (soprano), un coro a cuatro voces; dos trompas naturales, tres oboes, fagot, dos violines, viola y bajo continuo. El coro solamente aparece en el coral final.

### Estructura
Consta de seis movimientos.
1. Sinfonia
2. Recitativo: Falsche Welt, dir trau ich nicht
3. Aria: Immerhin, immerhin, wenn ich gleich verstoßen bin
4. Recitativo: Gott ist getreu
5. Aria: Ich halt es mit dem lieben Gott
6. Coral: In dich hab ich gehoffet, Herr

La cantata está arreglada para un solo cantante solista, pero la instrumentación es rica. De forma similar a otras cantatas del final del periodo de Leipzig, Bach utilizó un movimiento instrumental de un periodo anterior como sinfonia. En este caso se trata del movimiento inicial de su Conciertos de Brandeburgo n.º 1, dominado por las trompas y oboes, en su versión previa sin un violino piccolo. En la primera aria la soprano va acompañada por dos violines, en la segunda aria de carácter danzable se acompaña de tres oboes. Las dos trompas de la sinfonia regresan en el coral de cierre, la primera trompa sosteniendo a la soprano y la segunda trompa a una quinta.

## Discografía selecta
De esta pieza se han realizado una serie de grabaciones entre las que destacan las siguientes.
- 1976 – J.S. Bach: Das Kantatenwerk Vol. 3. Gustav Leonhardt, Knabenchor Hannover, Leonhardt-Consort (Teldec)
- 1983 – Die Bach Kantate Vol. 59. Helmuth Rilling, Gächinger Kantorei, Bach-Collegium Stuttgart, Arleen Augér (Hänssler)
- 1981 – Bach: Kantaten BWV 52, 84 & 209. Raymond Leppard, English Chamber Orchestra, Elly Ameling (Philips)
- 2000 – Bach Cantatas Vol. 12. John Eliot Gardiner, Monteverdi Choir, English Baroque Soloists, Gillian Keith (Soli Deo Gloria)
- 2003 – J.S. Bach: Complete Cantatas Vol. 18. Ton Koopman, Amsterdam Baroque Orchestra & Choir, Sibylla Rubens (Antoine Marchand)
- 2006 – J.S. Bach: Cantatas Vol. 38 (Solo Cantatas). Masaaki Suzuki, Bach Collegium Japan, Carolyn Sampson (BIS)
- 2007 – J.S. Bach: Geistliche Solokantaten für Sopran. Helmut Müller-Brühl, Bach Vokalensemble Köln, Kölner Kammerorchester, Siri Thornhill (Naxos)[11]